# Conistra albipunctata
Conistra albipunctata är en fjärilsart som beskrevs av Turner 1938. Conistra albipunctata ingår i släktet Conistra och familjen nattflyn. Inga underarter finns listade i Catalogue of Life.